# Kara Hulegu
Kara Hulegu (mongolsko Хара Хүлэгү, Hara Hülegü) je bil leta 1242-1246 in 1252 kan  mongolskega Čagatajskega kanata, * okoli 1221, † 1252.
Bil je sin Mutukana, najljubšega Čagatajevega sina, ubitega leta 1221 med obleganjem Bamijana. Za kana sta ga imenovala Čagataj in Čagatajev brat Ogedej. Ker je bil še mlad, je v njegovem imenu kot regent vladal Ebuskun. Leta 1246 ga je veliki kan Gujuk  odstavil in za kana imenoval Kara Hulegujevega strica Jesu Mongkeja.
Po vzponu Gujukovega naslednika Mongkeja na položaj velikega kana, je Kara Hulegu pridobil njegovo naklonjenost, tako da je podprl njegove čistke v Ogedejevi družine. Ponovno je dobil položaj čagatajskega kana, vendar je umrl, še preden  se je vrnil v svoje kraljestvo. Mongke je dovolil njegovi ženi Orhani hatun, da je vladala kot regentka. Kara Huleguja je kasneje nasledil njegov sin Mubarak Šah.